# Adalbero van Stiermarken
Adalbero van Stiermarken, bijgenaamd Adalbero de Ruwe (gestorven op een 22 november tussen 1082 en 1086) was van 1075 tot 1082 markgraaf van Stiermarken.

## Levensloop
Hij was de zoon van markgraaf Ottokar I van Stiermarken en Willibirg van Karinthië, dochter van hertog Adalbero van Eppenstein, die van 1012 tot 1035 hertog van Karinthië was.
In 1075 volgde hij zijn vader op als markgraaf van Stiermarken. Als markgraaf koos Adalbero tijdens de Investituurstrijd de zijde van keizer Hendrik IV, terwijl zijn jongere broer Ottokar II de zijde van de paus koos. Bijgevolg ontstond er een oorlog tussen de broers. Deze oorlog werd in 1082 gewonnen door Ottokar, die de nieuwe markgraaf van Stiermarken werd. Adalbero werd daarop verbannen.
Naargelang de bronnen werd hij tussen 1082 en 1086 vermoord door zijn eigen dienstmannen.